# Félix Del Marle
Pour les articles homonymes, voir Marle (homonymie).
Félix Lucien Aimé Delmarle dit Félix Del Marle, né le 21 octobre 1889 à Pont-sur-Sambre (Nord) et mort le 2 décembre 1952 à Courbevoie (Hauts-de-Seine), est un peintre français.

## Biographie
Félix Del Marle naît le 21 octobre 1889 à Pont-sur-Sambre d'un père brasseur et d'une mère ménagère.
Il suit des études classiques et une formation artistique à l’Académie des beaux-arts de Valenciennes et à l'école des beaux-arts de Lille.
Ensuite, il est soutier sur les paquebots de la Compagnie des chargeurs réunis de 1907 à 1909.
Puis, Del Marle s'installe à Paris en 1912, où il rencontre Guillaume Apollinaire et Gino Severini, avec lesquels il partage son atelier de la rue Dutot. Proche de Filippo Tommaso Marinetti et d'Umberto Boccioni, il adopte avec enthousiasme en 1913 les préceptes futuristes, expose la même année chez Clovis Sagot des tableaux qui en appliquent les principes, et publie le 10 juillet, dans Paris-Jour, « Le Manifeste futuriste à Montmartre », dans lequel il proclame : « IL FAUT DÉTRUIRE MONTMARTRE, !! »
En 1914, il présente, au Salon des surindépendants, Le Port, tableau qui en quelque sorte effectue le bilan de ses expérimentations futuristes. Aujourd'hui non localisé, plusieurs travaux préparatoires en sont conservés, notamment Le Port, au musée des Beaux-Arts de Valenciennes.
Mobilisé, il sert au 11e Groupe d'autos-mitrailleuses et autocanons et participe activement à Taca Tac Teuf Teuf, journal de tranchées des 17 groupes d'artillerie légère. Il fournit au moins une planche d'inspiration satirique, en pleine page, pour chacune des neuf livraisons du périodique publiées entre janvier 1917 et mars 1918.
Durant les années qui suivent, Del Marle s'engage dans la voie de la satire et de la contestation sociales en réalisant de nombreuses caricatures. Découvrant l'œuvre de František Kupka en 1924, il devient abstrait et se réclame également du musicalisme. À peine deux ans plus tard, il adhère à la doctrine du néoplasticisme de Piet Mondrian qui exercera sur lui une influence durable, et dont il défend ardemment les principes au sein de Vouloir, revue d'avant-garde lilloise dont la direction artistique lui a été confiée en 1927.
La même année, Del Marle se rend en Allemagne, visite le Bauhaus à Dessau, et à Stuttgart, la cité du Weissenhof. Traversant une période de doute et de remise en question, il se convertit au catholicisme et, de manière inattendue, il revient à la peinture figurative au début des années 1930.
À l'aube de la Seconde Guerre mondiale, il évolue vers un surréalisme empreint de symbolisme. En 1945, il revient à l'abstraction, participe à la création du Salon des réalités nouvelles, dont il sera le secrétaire général de 1947 à l'année de sa mort. Dans ses compositions et reliefs de l'époque, Del Marle mêle à la rigueur orthogonale du néoplasticisme un constructivisme plus lyrique.
À partir de 1949, il réalise ses premières constructions qui trahissent son intérêt pour la synthèse des arts et la question de l'intégration de la couleur dans l'architecture. Celles-ci le conduisent à fonder en 1951, avec André Bloc, le groupe Espace, dans le cadre duquel il réalise, assisté de Servanes et en collaboration avec l'architecte Bernard Zehrfuss, les polychromies architecturales des usines Renault de Flins. Ce dernier point a fait l'objet en 2000 d'une exposition au musée de Grenoble, tandis qu'en 1996, le musée Matisse du Cateau-Cambrésis et le musée des Beaux-Arts et de la Dentelle de Calais consacraient une exposition à ses « polychromies dans l'espace ».
En 1989, la galerie Drouart à Paris a organisé une rétrospective de Felix Del Marle et a publié le catalogue de cette exposition.

Œuvres de Félix Del Marle
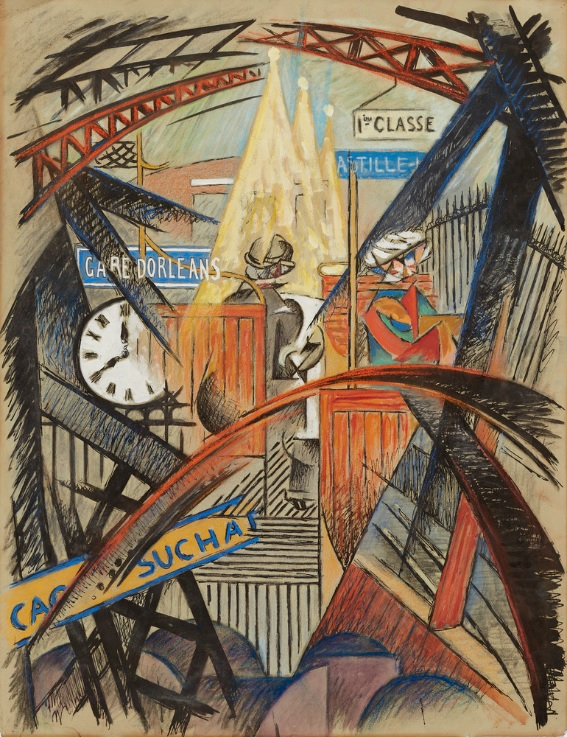
Métro, gare d’Orléans, vers 1912-1914, Paris, musée d'Art moderne de Paris.
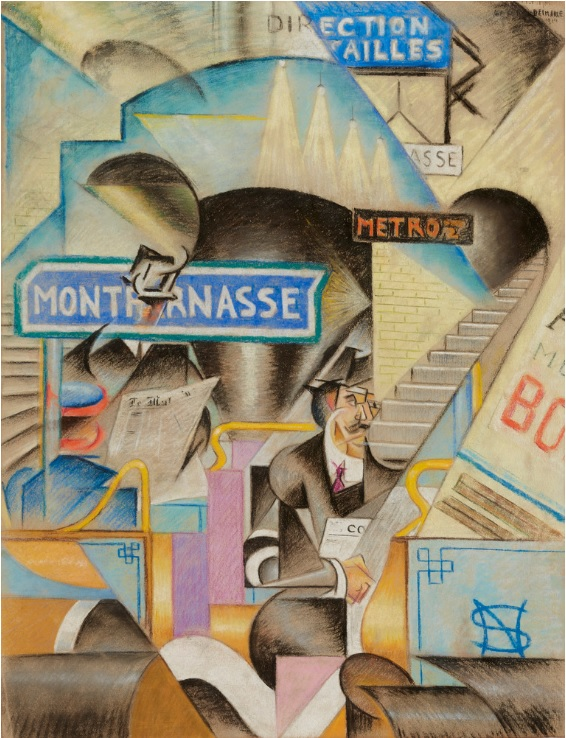
Station de métro Montparnasse, 1914, Paris, musée d'Art moderne de Paris.
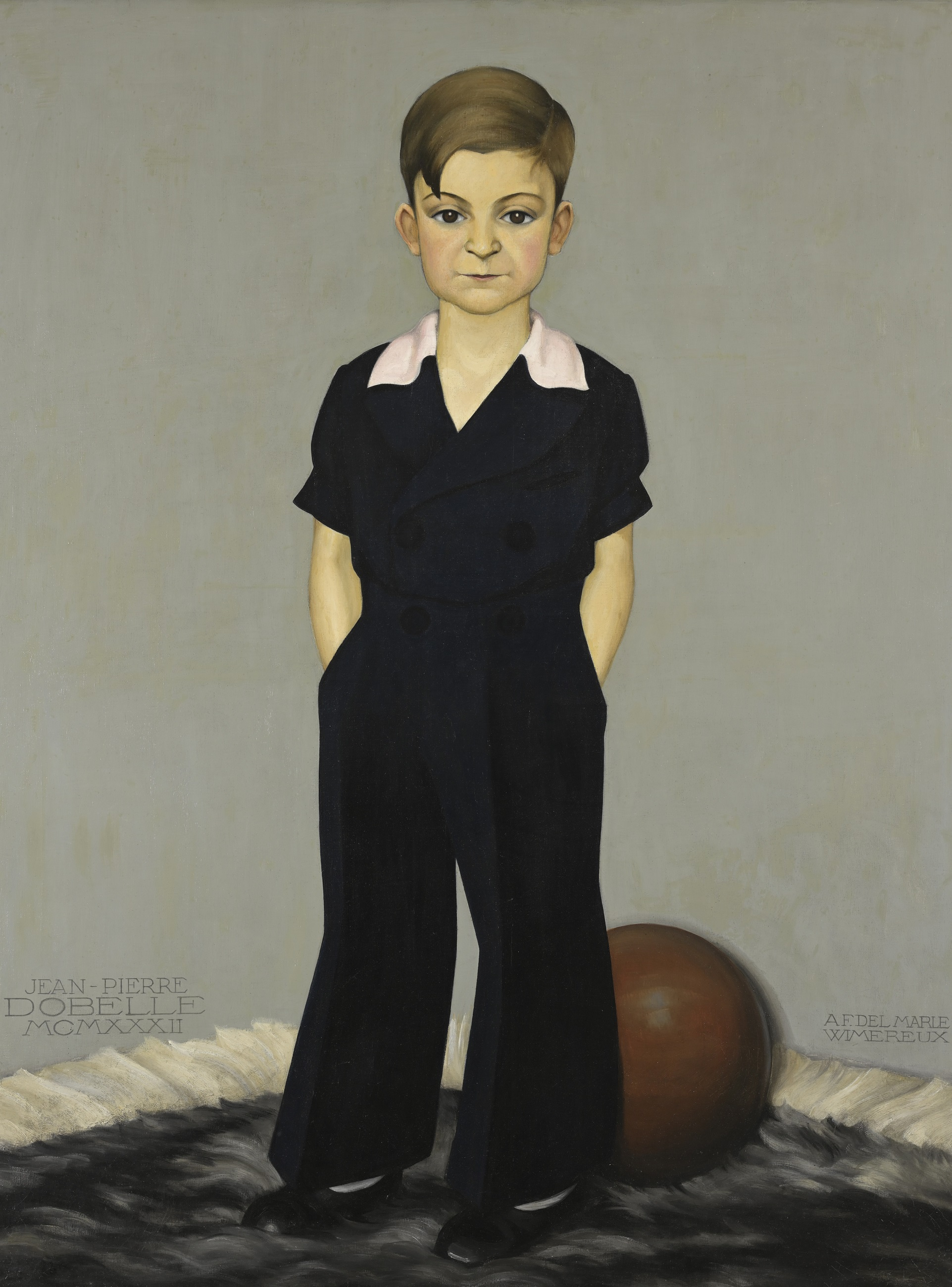
Jeune garçon au ballon, portrait de Jean-Pierre Dobelle, 1932, Roubaix, La Piscine.

### Sources
- Catalogue exposition des Réalités nouvelles (1946-1955)[réf. incomplète].
- Site de la galerie Drouart.
- Comité Félix Del Marle, Daniel Schidlower et Arthur Cavanna (galerie Drouart) ; en collaboration avec les ayants droit (famille de l'artiste) et conservateurs (identification : R.N.A. : W751205583).